# Za'atar

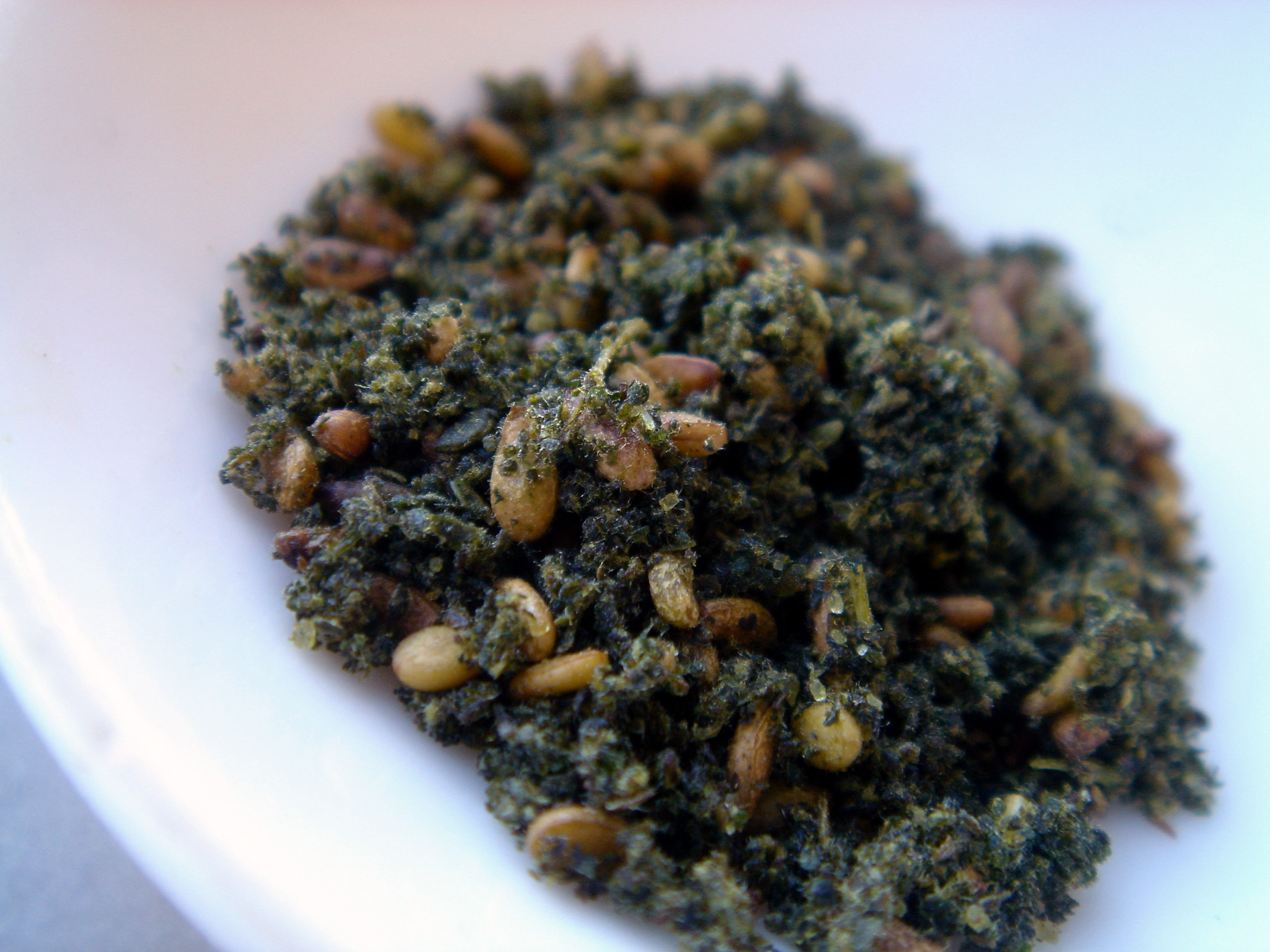
Za'atar

Za'atar är en kryddblandning i Mellanöstern och Nordafrika, särskilt populär i Syrien, Libanon, Israel, Algeriet, Tunisien och Marocko. Za'atar innehåller vanligtvis sesamfrön, sumak och oregano (alternativt sommarkyndel, timjan eller mejram). Blandningen rörs vanligen ut i olivolja, och kan exempelvis penslas på bröd och stekt eller grillat lamm. Za'atar används även som dip. Andra namn för Za'atar är zewa och berxa gyan.